# One More Time (film, 1931)
Pour plus de détails, voir Fiche technique et Distribution.
One More Time est un cartoon Merrie Melodies réalisé par Rudolf Ising en 1931. C'est la dernière apparition de Foxy le renard et la seconde apparition de la dame hippopotame.

## Synopsis

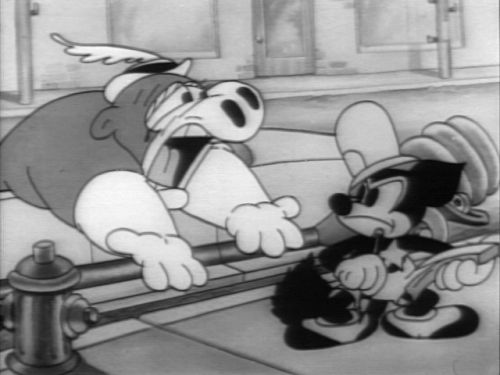
Foxy le renard noir avec la dame hippopotame éplorée.

Foxy est un policier à l'époque de la Prohibition. Il fait preuve de zèle et n'a aucun problème avec un criminel caché dans une poubelle qui lui tire des balles avec une mitrailleuse. Foxy sort son propre pistolet, de l'avant de son pantalon, qui lance un bras extensible avec une plate-forme à l'extrémité. Une souris avec un maillet qui se tient sur la plate-forme frappe le criminel. Cependant, Foxy a un peu plus de mal avec une automobiliste hippopotame qui lui fonce dedans et l'écrase. Le renard part à la poursuite de la chauffarde qui le supplie de ne pas lui infliger d'amende. Il cède, mais jette une poubelle sur sa tête pour montrer son mépris, ce qui ne semble pas la déranger. Mais les vrais problèmes commencent pour Foxy lorsque des révolutionnaires armés de grenades et de mitrailleuses sèment la panique autour d'eux. Pour provoquer la police, ils kidnappent la petite amie du renard. Le flic à la queue touffue saute immédiatement sur un cheval mécanique à la poursuite des malfrats...